# Финские концлагеря на оккупированной территории Карело-Финской ССР

Один из финских концлагерей в Петрозаводске

Один из финских концлагерей в Петрозаводске

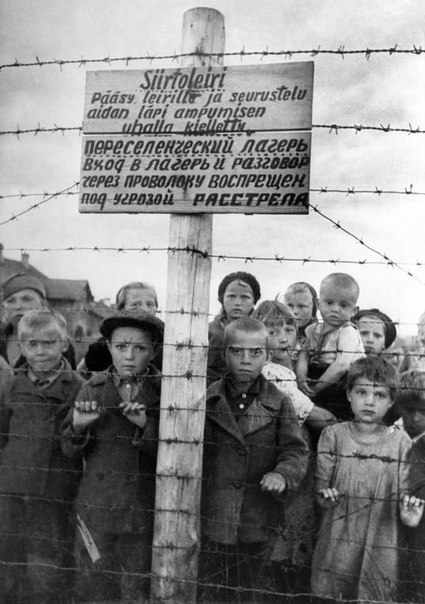
Финский концлагерь в Петрозаводске

Финские концлагеря (фин. Itä-Karjalan keskitysleirit — букв. «концлагеря Восточной Карелии») — концентрационные лагеря для советских военнопленных и гражданского населения, созданные финским оккупационным Военным управлением Восточной Карелии (ВУВК) на территории Карело-Финской ССР во время Великой Отечественной войны.
Оккупационная политика финских властей предполагала различные подходы к населению в зависимости от их национальности. Родственные финнам жители КФССР ингерманландцы,карелы и вепсы должны были остаться на территории своего проживания и стать гражданами Финляндии. Этнически не родственные народы рассматривались как иммигранты или инонационалы, которые после окончания войны должны быть высланы с территории Финляндии.

## История
Секретный приказ № 132 о создании концентрационных лагерей для изоляции этнически не родственных финнам народов («некоренных народов») был подписан 8 июля 1941 года главнокомандующим Густавом Маннергеймом. В пункте 4 приказа указывалось буквально: «Русское население задерживать и отправлять в концлагеря».

### Концлагеря, переселенческие лагеря для гражданского населения
Всего в период оккупации на территории Восточной Карелии было создано 14 концлагерей и 15 тюрем для гражданского населения. К апрелю 1942 года в лагерях содержалось около 24 тыс. узников, преимущественно женщин, стариков и детей русской национальности (96 %) (треть всего населения оккупированной территории). На протяжении оккупации общая численность гражданских заключённых колебалась в пределах 15-18 тысяч человек.
Крупнейшим центром сосредоточения концентрационных лагерей для гражданского населения был Петрозаводск.
В мае 1942 года оккупационным Военным управлением Восточной Карелии (ВУВК, начальник управления подполковник Вяйнё Котилайнен) был утверждён Регламент о концентрационных лагерях. Регламентом было определено:

В концлагерях содержатся:
 а) лица, относящиеся к ненациональному населению, проживающие в тех районах, где их пребывание во время военных действий нежелательно;
б) политически неблагонадёжные лица, относящиеся к национальному и ненациональному населению;
 в) в особых случаях и другие лица, пребывание которых на свободе нежелательно.
Лица, названные в пунктах а) и б), должны содержаться в разных лагерях или в отдельно находящихся отделениях одного лагеря…

В ноябре 1943 года, когда перелом в ходе Великой Отечественной войны стал очевиден (Сталинградская битва), по представлению начальника ВУВК, большинство концентрационных лагерей были переименованы в «переселенческие лагеря», однако принципиальной разницы между этими категориями не было.

В качестве косметического нововведения в ноябре 1943 года стали использовать термин «переселенческий лагерь». В действительности проведение этого мероприятия вызывалось внешнеполитическими причинами. Никаких реорганизаций за этим не последовало.
— Ю. Куломаа

### Лагеря для советских военнопленных
В период оккупации действовало 35 финских лагерей для советских военнопленных, которые располагались во всех оккупированных территориях Восточной Карелии. Кроме финских лагерей для советских военнопленных, в районах северной Карелии и на территории Финляндии были организованы 27 немецких лагерей для советских военнопленных.
Военнопленные родственных финнам национальностей (ингерманландцы, карелы, вепсы) содержались в лагерях отдельно от военнопленных других национальностей, их отличала белая нарукавная повязка с надписью «Heimokansalainen» (рус. соплеменник).
Военнопленные использовались на заготовке леса, обжиге угля для газогенераторов, сельскохозяйственных и строительных работах. Военнопленные на территории Финляндии привлекались на работы у частных хозяев и компаний. За каждого работника-военнопленного частные хозяева и компании выплачивали администрации лагеря определённые договором денежные средства.

### Переименование лагерей интернирования
Организованные военной администрацией Восточной Карелии лагеря интернирования не были лагерями смерти немецкого образца, в которых целью являлось бы активное умерщвление людей, в том числе путём их изнурения принудительным трудом, по признаку принадлежности к определённой этнической группе.В 1943 году такие лагеря в Восточной Карелии начали называть не концентрационными, а пересыльными лагерями. Целью этого было и вполне обоснованно создать например у зарубежной прессы образ, отличающийся от восприятия немецких концлагерей.

### Организация лагерей
В своём исследовании 2008 года Осмо Хюютия установил, что русскоязычное население Восточной Карелии было осенью 1941 года перемещено в лагеря интернирования по приказу главнокомандующего Маннергейма. Военная администрация обосновывала депортацию русских тем, что они проживали в зоне боевых действий и могли укрывать вражеских партизан.
В ходе наступательной фазы Советско-финской войны 1941 года, Финляндия сначала восстановила контроль над территориями, переданными СССР по Московскому мирному договору, заключённому после Зимней войны. Затем наступление было продолжено вглубь Восточной Карелии до линии Ладога–Свирь–Онежское озеро, которая считалась стратегически выгодной. Уже 8 июля 1941 года финское военное командование издало приказ о порядке обращения с населением захваченных территорий. Оно было разделено на «надёжное» и «ненадёжное» по национальному признаку. С целью предотвращения партизанской войны «ненадёжное» население подлежало аресту и отправке в лагеря интернирования. Представители финно-угорских народов  финны, карелы и вепсы  получали зелёное удостоверение на проживание, тогда как «ненадёжные»  красную карточку. Целью финской политики в регионе было создание «органически связанного с финским народом и расово чистого коренного населения Восточной Карелии». Таким образом, население оккупированных территорий было разделено на потенциальных союзников по финно-угорскому происхождению и на враждебное население СССР, подлежащее интернированию. В Финляндии считалось, что финноязычное население Восточной Карелии находилось под русским гнётом, и теперь появилась возможность исправить многовековое разделение финского народа, вызванное владычеством Швеции и России.
Население оккупированных территорий почти полностью состояло из женщин, детей до 15 лет и пожилых мужчин, поскольку трудоспособные мужчины были мобилизованы в РККА. Русское население полуострова между Онежским озером и Свирью, а также Маанселькя, было перемещено в тыловые лагеря не только для предотвращения нападений со стороны советских партизан, но и ради защиты самих гражданских лиц. Кроме того, в район Онежского озера стекались беженцы не-финского происхождения из разных уголков Карело-Финской ССР, и, напрасно ожидая эвакуации через озеро, они оказались на территории, оккупированной финскими вооружёнными силами. По оценкам, среди интернированных в лагерях Восточной Карелии до 16 600 человек могли быть беженцами или эвакуированными из прифронтовых районов, что составляет более 69 % от максимальной численности лагерного населения (23 984 человека на 1 апреля 1942 года).
Финская цензура запрещала публиковать новости или высказываться публично о военной администрации Восточной Карелии или о лагерях заключения.

## Условия в лагерях
Смертность в лагерях интернирования на оккупированной территории Восточной Карелии составляла 3,75 %, что было несколько выше, чем среди свободного населения региона (2,6 %) и значительно выше, чем в самой Финляндии (1,3 %). На 1 июля 1942 года из 21 984 интернированных на оккупированной территории только 197 человек были отнесены к «национальным», тогда как 99,1 % числились «ненациональными». Если имели место отдельные случаи жестокого обращения, то, вероятнее всего, как и в случае с лагерями для военнопленных, они не были следствием организованной политики со стороны командования, а представляли собой проявления произвольного насилия на местах.

### Питание
Максимальное количество заключённых в лагерях интернирования наблюдалось в апреле 1942 года  23 984 человека. Согласно распоряжению, нормы питания в этих лагерях должны были соответствовать нормам, установленным для лагерей военнопленных. Однако в реальности обеспечить даже минимальные нормы не удавалось  дефицит продовольствия был столь серьёзным, что, например, картофель закончился уже в начале 1942 года. Это отразилось в статистике причин смертности: в качестве основной или сопутствующей причины смерти часто указывалось недоедание. В это же время и в самой Финляндии наблюдалась острая нехватка продуктов питания. Кроме того, на уровень смертности мог повлиять возрастной состав заключённых: почти половину интернированных составляли женщины в возрасте 20–30 лет и несовершеннолетние дети.
Оккупационная администрация распределяла продовольствие неравномерно между так называемым «национальным», «ненациональным» и свободным населением. Суточный рацион работающего «национального» жителя составлял менее 2 000 килокалорий, тогда как «ненациональный» работник получал около 1 800 килокалорий. В июне 1942 года почти 97 % заключённых лагерей получали минимальный, так называемый паёк категории A, калорийность которого составляла 1 500–2 000 килокалорий в сутки. Для сравнения, гражданин Финляндии, находившийся в Восточной Карелии, мог рассчитывать на питание в объёме до 2 700 килокалорий в день.
Пик смертности в лагерях пришёлся на лето 1942 года: ежемесячно численность заключённых сокращалась на 500–600 человек, большинство из которых составляли дети и пожилые. Только в лагерях в районе Аанислинны (Петрозаводска) в 1942 году умерло 3 017 человек. Общая смертность во всех лагерях Восточной Карелии к концу года достигла 3 516 человек. На конец 1942 года в лагерях оставалось 14 862 заключённых.

## Правовые основания
Финляндия присоединилась в 1922 году к Гаагской IV конвенции 1907 года, принятой на конференции по законам и обычаям сухопутной войны. В 1929 году Финляндия подписала, но не ратифицировала Женевскую конвенцию о обращении с военнопленными, которая дополняла Гаагские правила и улучшала положение пленных. После начала второй советско-финской, финская Ставка главного командования издала приказ о порядке обращения с военнопленными. В нём отмечалось, что Советский Союз не присоединился к Гаагской IV конвенции  его отношение к документу было неясным и предметом различных трактовок  и, следовательно, Финляндия не была юридически обязана применять положения этой конвенции к советским военнопленным. Тем не менее указывалось, что основные положения конвенции должны соблюдаться, а военнопленные подлежат надлежащему обращению. В августе 1941 года Финляндия уведомила Международный комитет Красного Креста о готовности соблюдать Гаагскую IV конвенцию в отношении советских военнопленных при условии, что Советский Союз поступит так же. СССР не принял это предложение.

## Список мест принудительного содержания
Концлагеря для гражданских лиц
На основании данных Военного архива Финляндии, архива УФСБ РФ по РК, Национального архива РК:
1. концентрационный лагерь № 1, Петрозаводск, располагался на Кукковке (ныне в Старая Кукковка)[18], расформирован в сентябре 1942;
2. концентрационный лагерь № 2, Петрозаводск, располагался в домах Северной точки на территории сельхозучилища. С ноября 1943 — переселенческий;
3. концентрационный лагерь № 3, Петрозаводск, располагался в домах рабочего посёлка лыжной фабрики. С ноября 1943 — переселенческий;
4. концентрационный лагерь № 4, Петрозаводск, располагался в жилых домах Онегзавода (ныне улица Калинина)[18], расформирован в сентябре 1942;
5. концентрационный лагерь № 5, Петрозаводск, располагался в Железнодорожном посёлке (в годы войны Красная Горка, ныне улица Боровая)[18]. С ноября 1943 — переселенческий;
6. концентрационный лагерь № 6, Петрозаводск, располагался на Перевалочной бирже (ныне улица Чапаева)[18]. С ноября 1943 — переселенческий;
7. концентрационный лагерь № 7, Петрозаводск, располагался жилые кварталы Перевалочной бирже, расформирован в 1943 году;
8. концентрационный лагерь № 8, Олонецкий район, Ильинский сельсовет, с ноября 1943 — переселенческий;
9. концентрационный лагерь, Олонецкий район, Видлица, расформирован в октябре 1942;
10. концентрационный лагерь, Петровский район, Святнаволок, с ноября 1943 — переселенческий;
11. концентрационный лагерь, Пряжинский район, Киндасово;
12. концентрационный лагерь, Ребольский район, Туливаарский сельсовет, Короппи. Расформирован в сентябре 1942;
13. концентрационный лагерь, Ребольский район, Туливаарский сельсовет, Лужма. Расформирован в сентябре 1942;
14. концентрационный лагерь для неблагонадёжных «родственных народов», Ребольский район, Ребольский сельсовет, Колвасозеро

Кроме этого финскими оккупационными властями были организованы концентрационные лагеря для гражданских лиц в деревне Усланка (Ленинградская область) и Миехиккяля (Финляндия).
Тюрьмы, исправительные учреждения для гражданского населения
На основании данных Военного архива Финляндии:
1. Центральная тюрьма, Пряжинский район, Киндасово;
2. Ведлозерская районная тюрьма, Пряжинский район, Ведлозеро;
3. Великогубская районная тюрьма, Заонежский район, Великогубский сельсовет, Великая Губа;
4. Вокнаволокская районная тюрьма, Ухтинский район, Вокнаволокский сельсовет, Вокнаволок;
5. Кестеньгская районная тюрьма, Кестеньгский район, Кестеньгский сельсовет, Кестеньга;
6. Медвежьегорский районная тюрьма, Медвежьегорск;
7. Олонецкая районная тюрьма, Олонец;
8. Районная тюрьма в Суванто, Ухтинский район, Кушевандский сельсовет, Суванто;
9. Ухтинская районная тюрьма, Ухтинский район;
10. Шелтозерская районная тюрьма, Шелтозерский район, Шелтозерско-Бережной сельсовет;
11. Космозерская тюрьма, Заонежский район, Космозерский сельсовет, Космозеро;
12. Штрафной лагерь, Прионежский район, Машезерский сельсовет, Лососинное;
13. Колония для малолетних правонарушителей, Прионежский район.

Лагеря для советских военнопленных
На основании данных Военного архива Финляндии:
1. Лагерь военнопленных № 5, Петрозаводск;
2. Лагерь военнопленных № 7, Олонец;
3. Лагерь военнопленных № 10, Питкярантский район, Импилахти. Переведён в 1941 году в лагерь № 16;
4. Лагерь военнопленных № 12, Лахденпохский район, Куркиёки;
5. Лагерь военнопленных № 14, Сортавала;
6. Лагерь военнопленных № 16, Маткаселька (Сортавала);
7. Лагерь военнопленных № 17, Олонец;
8. Лагерь военнопленных № 31, Медвежьегорск;
9. Лагерь военнопленных № 42, Березовая Гора, Олонецкий район. Реорганизован в 35-ю роту военнопленных;
10. Лагерь военнопленных № 43, Новые Пески, Олонецкий район. Реорганизован в 36-ю роту военнопленных;
11. Лагерь военнопленных № 51, Ладва, Прионежский район;
12. Лагерь военнопленных № 52, Кондопога. Реорганизован в 43-ю роту военнопленных;
13. Лагерь военнопленных № 55, Соломенное, Прионежский район. Реорганизован в трудовой лагерь № 55 и переведён в Заонежский район;
14. Лагерь военнопленных № 57, Тикшозеро, Ругозерский район. Реорганизован в 44-ю роту военнопленных;
15. Лагерь военнопленных № 65, Куйтежа, Олонецкий район. Реорганизован в 37-ю роту военнопленных;
16. Лагерь военнопленных № 66, Пай, Прионежский район. Реорганизован в 34-ю роту военнопленных;
17. Лагерь военнопленных № 67, Ильинское, Олонецкий район. Реорганизован в 38-ю роту военнопленных;
18. Лагерь военнопленных № 68, Олонецкий район. Реорганизован в 39-ю роту военнопленных;
19. Лагерь военнопленных № 69, Кондопожский район. Реорганизован в 40-ю роту военнопленных;
20. Лагерь военнопленных № 70, Коверо, Олонецкий район. Реорганизован в 41-ю роту военнопленных;
21. Лагерь военнопленных № 71, Кумасозеро, Медвежьегорский район. Реорганизован в 1-ю роту военнопленных;
22. Лагерь военнопленных № 72, Ахвенламби, Медвежьегорский район. Реорганизован во 2-ю роту военнопленных;
23. Лагерь военнопленных № 73, Чебино, Медвежьегорский район. Реорганизован в 3-ю роту военнопленных;
24. Лагерь военнопленных № 74, Медвежьегорск. Реорганизован в 4-ю роту военнопленных;
25. Лагерь военнопленных № 75, Семчегора, Кондопожский район. Реорганизован в 5-ю роту военнопленных;
26. Лагерь военнопленных № 76, Торосозеро, Олонецкий район. Реорганизован в 6-ю роту военнопленных;
27. Лагерь военнопленных № 77, Большие Горы, Олонецкий район. Реорганизован в 42-ю роту военнопленных;
28. Лагерь военнопленных № 78, Прионежский район. Реорганизован в 45-ю роту военнопленных;
29. Лагерь военнопленных № 92, Войницы, Калевальский район. Реорганизован в 22-ю роту военнопленных;
30. Лагерь военнопленных № 93, Войницы, Калевальский район. Реорганизован в 23-ю роту военнопленных;
31. Лагерь военнопленных № 95, реорганизован в 25-ю роту военнопленных;
32. Лагерь военнопленных № 113, Петрозаводск. Реорганизован в 46-ю роту военнопленных;
33. Лагерь военнопленных № 119, Видлица, Олонецкий район. Реорганизован в 61-ю роту военнопленных;
34. Лагерь военнопленных, Салменица, Пряжинский район;
35. 65-я рота военнопленных, Реболы, Муезерский район.

## Жертвы
Точное количество жертв финских концлагерей для гражданских лиц является предметом дискуссий и колеблется от 4 до 7 тыс. человек, ввиду отсутствия полных списков умерших в сохранившихся документах штаба ВУВК. Согласно докладу, подготовленному Союзнической контрольной комиссией после окончания войны, в концентрационных лагерях Петрозаводска умерли 4003 человека (из которых 3467 человек в 1942 году).
Всего финнами было взято в плен 64 188 человек. По сведениям из финляндской военной статистики в финских лагерях погибло 18 380 советских воинов. По сведениям следственных документов в лагерях военнопленных погибло 18 700 человек.

## Память
Фотография финского концлагеря в Петрозаводске, сделанная военным корреспондентом Галиной Санько в июне 1944 года, была представлена как документ на Нюрнбергском трибунале.
Первая встреча бывших узников финских концлагерей состоялась в Петрозаводске в сентябре 1989 года по инициативе Хельге Сеппяля — финского военного историка, бывшего солдата финских оккупационных войск, а в ноябре 1989 года состоялась I конференция общественной организации «Карельский союз бывших малолетних узников фашистских концлагерей». На обращение Союза узников к правительству Финляндии о выплате компенсации бывшим узникам финских концлагерей, был получен отказ со ссылкой на мирный договор 1947 года, в котором нет требований СССР о выплате компенсаций гражданам, пострадавшим от действий правительства Финляндии. Деятельность Союза сосредоточена на увековечивание памяти о жертвах концлагерей: реконструирован мемориальный комплекс «Памяти жертв концлагерей» на кладбище «Пески» в Петрозаводске, где проводятся ежегодные панихиды в Международный день освобождения узников фашистских концлагерей (11 апреля). Установлены памятные знаки на местах бывших концлагерей в Петрозаводске.
Мемориальный комплекс в память о погибших в финских концлагерях был открыт 24 июня 2017 года на кладбище «Пески» в Петрозаводске.
В ноябре 2020 года в деревне Ватнаволок воссоздали финский концлагерь для школьных экскурсий на основе декораций для художественного фильма «Весури». На месте бутафорского концлагеря никогда никакого финского концлагеря до этого не существовало.